# ヘレオン・バス

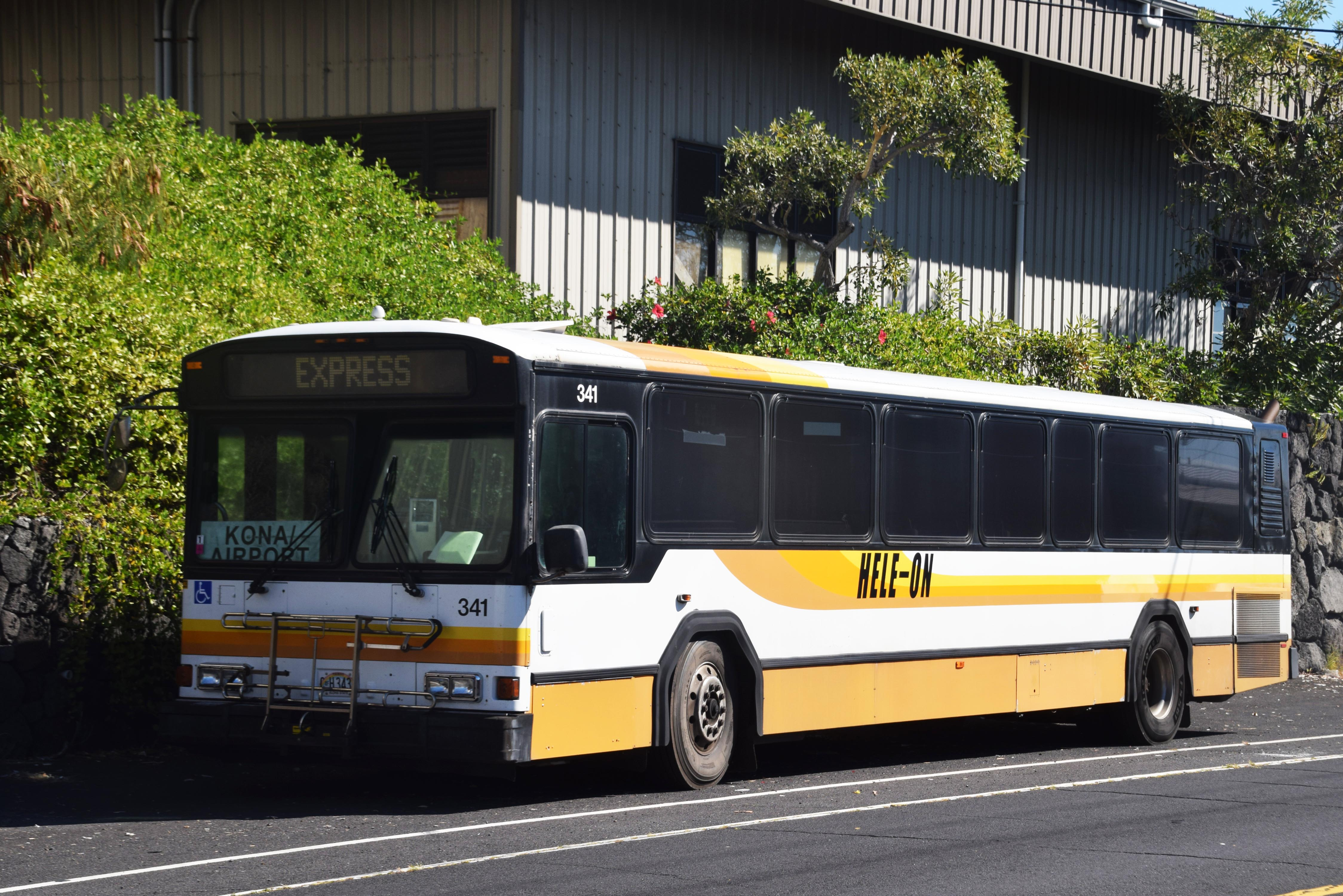
ヘレオン・バス（ハワイ州ハワイ島カイルア・コナで）

へレオン・バス（英語: Hele-On Bus）はアメリカ合衆国ハワイ州ハワイ島でハワイ郡が提供する乗合バスである。限られた路線を、限られた頻度で走っている。

## 路線
路線は、ヒロ〜コナ線（ヒロ〜ホノカア〜ワイメア〜コナ、190号線経由）、コナ地区線（コナ〜キャプテン・クック〜コナ〜コナ空港）、ヒロ市内線（いくつかの路線）など約10路線が運営されている。  朝の通勤時間に合わせたバスが多く、ハワイ島の住民の通勤・通学向け。

## 料金
料金は2ドル（5歳以上）で、乗り換えは1回無料で可能。荷物は１個につき1ドル。

## 参照項目
- ザ・バス （オアフ島）